# أليكسي أجنسا
أليكسي أجنسا (بالفرنسية: Alexis Ajinça)‏ مواليد 6 مايو 1988، هو لاعب كرة سلة فرنسي يلعب مع فريق نيو أورلينز بيليكانز في الرابطة الوطنية لكرة السلة ويحمل الرقم 42. يبلغ طوله 7 قدم 2 بوصة (2.2 م).

## فرق لعب لها
- شارلوت هورنتس
- دالاس مافيريكس
- تورونتو رابتورز
- نيو أورلينز بيليكانز

## الميداليات
| الميدالية | المسابقة                         |
| --------- | -------------------------------- |
| ذهبية     | بطولة أمم أوروبا لكرة السلة 2013 |

## روابط خارجية
- أليكسي أجنسا على موقع الاتحاد الدولي لكرة السلة (الإنجليزية)
- أليكسي أجنسا على موقع الدوري الأوروبي لكرة السلة (الإنجليزية)
- أليكسي أجنسا على موقع إن بي أي (الإنجليزية)
- أليكسي أجنسا على موقع سبورتس رفرنس (الإنجليزية)
- أليكسي أجنسا على موقع كرة السلة الأوروبية.كوم (الإنجليزية)
- أليكسي أجنسا على موقع إي إس بي إن.كوم (الإنجليزية)
- أليكسي أجنسا على موقع ريلجم (الإنجليزية)
- أليكسي أجنسا على موقع بروبوليرز (الإنجليزية)
- أليكسي أجنسا على موقع سبورتس رفرنس (الإنجليزية)
- أليكسي أجنسا على موقع سبورتس رفرنس (الإنجليزية)